# 坎加瓦爾
坎加瓦爾（波斯語：كنگاور，Kangāvar）是伊朗的城市，位於該國西北部札格羅斯山脈西部，由克爾曼沙汗省負責管轄，距離首府克爾曼沙赫75公里，海拔高度1,470米。2016年人口51352人。
坎加瓦尔位于克尔曼沙省的最东端，坐落在从哈马丹通往克尔曼沙的道路上。

## 历史

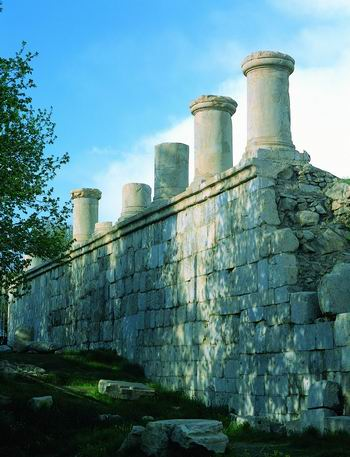
“坎加瓦尔安娜希塔神殿”遗迹

在公元一世纪哈拉克斯的伊西多尔所著《帕提亚驿程志》中，该地被称作孔科巴耳城（希臘語：Κογκοβάρ，Concobar），位于上米底亚。还记载说该城有阿耳忒弥斯神殿。1968年，考古发掘该地的一处遗址，即所谓“坎加瓦尔安娜希塔神殿”遗址，有学者将该处遗址与《帕提亚驿程志》中所记录的阿耳忒弥斯神殿相比对，但也有反对意见。

## 外部連結
- Kangavar Times Broadcast

1. ↑  ((OpenStreetMap contributors)).  (地图). OpenStreetMap. 14 July 2023  [14 July 2023]. （原始内容存档于2023-07-14）.
2. 1 2  . AMAR. The Statistical Center of Iran: 05.   [19 December 2022]. （原始内容 (Excel)存档于3 April 2022） （波斯语）.
3. ↑  余太山. . 西域研究. 2007, (4): 10.